# Indisches Lorbeerblatt
Das Indische Lorbeerblatt (Cinnamomum tamala), auch Mutterzimt genannt, ist eine Pflanzenart aus der Familie der Lorbeergewächse (Lauraceae). Die Blätter werden als Gewürz verwendet.

## Beschreibung

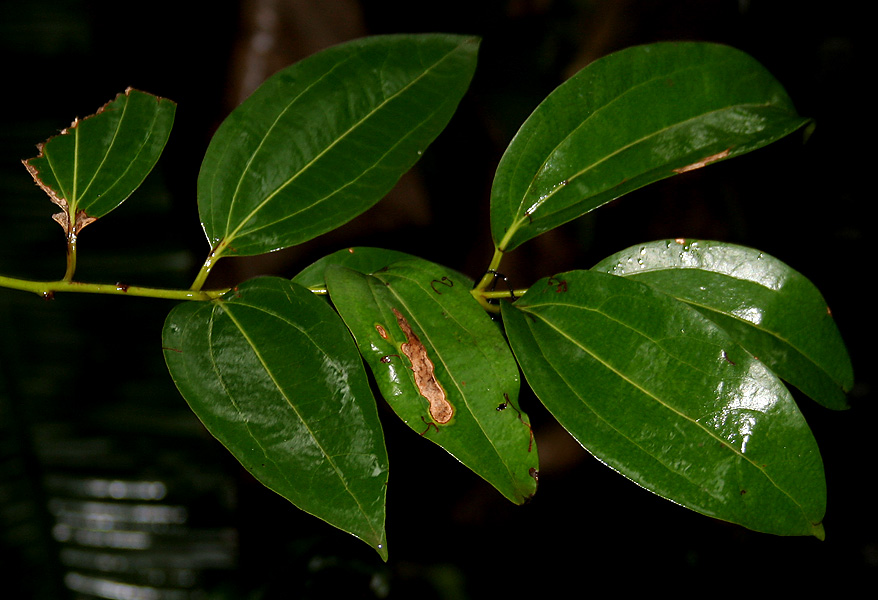
Zweig mit ledrigen Laubblättern

### Erscheinungsbild, Rinde und Laubblatt

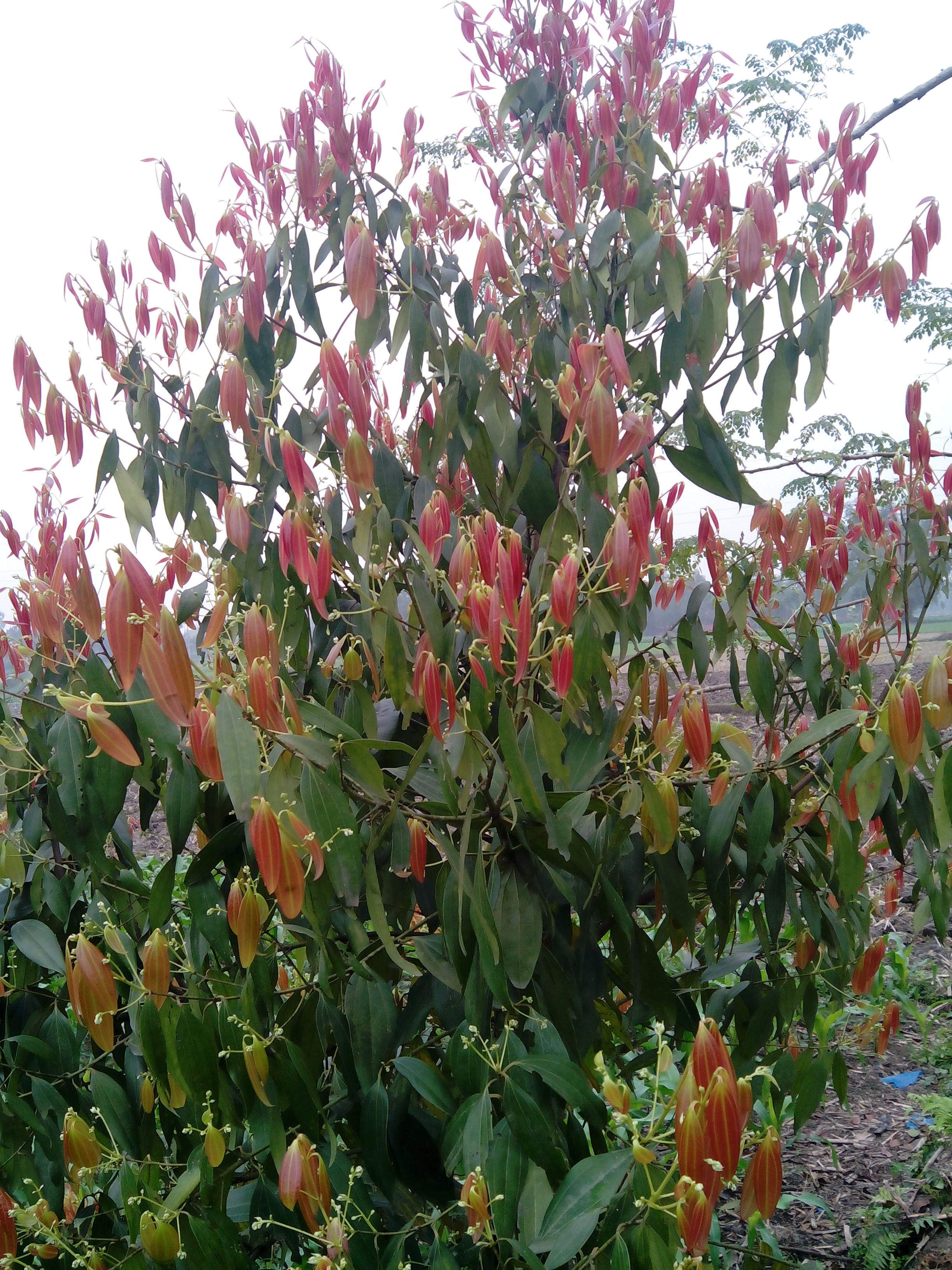
Habitus

Das Indische Lorbeerblatt wächst als mittelgroßer, immergrüner Baum, der Wuchshöhen von 10 bis zu 20 m und Stammdurchmesser von bis zu 1,5 m erreicht. Die grau-braune Borke duftet und enthält Schleim. Die anfangs mehr oder weniger kantigen Zweige besitzen eine spärlich grau flaumig behaarte Rinde, die bald verkahlt. Später sind die Zweige stielrund und besitzen eine tee-braune, kahle Rinde. Die kleinen Endknospen besitzen zwei Knospenschuppen und eine seidige Behaarung.
Die wechselständig und spiralig oder fast gegenständig an den Zweigen angeordneten Laubblätter ist in Blattstiel und -spreite gegliedert. Der schlanke Blattstiel ist 0,5 bis zu 1,5 cm lang. Die derbe, dünn ledrigene, kahle Blattspreite ist mit einer Länge von 7,5 bis 15, manchmal bis 25 cm und einer Breite von meist 3 bis 5,5 (2,5 bis 8) cm eiförmig, länglich bis lanzettlich mit einer spitzen Spreitenbasis und ein lang ausgezogenen Spitze. Es sind charakteristische drei von der Basis an parallele, auf der Blattoberseite deutlich und auf der Blattunterseite nur undeutlich erhabene Blattadern vorhanden, dazwischen liegt eine winzige Netznervatur. Die Blattoberseite ist glatt, glänzend grün und die Blattunterseite ist matt und grün-weiß.

### Blütenstand und Blüte
Die Blütezeit reicht von April bis Mai. Der seiten- oder fast endständige, schlanke, verzweigte, rispige Blütenstand weist eine Länge von 5 bis zu 10 cm auf und enthält viele Blüten. Der 1 bis 4 cm lange Blütenstandsschaft und die -rhachis sind fein grau flaumig behaart. Der dünne Blütenstiel ist 4 bis 8 mm lang und fein grau flaumig behaart. 
Die zwittrigen, radiärsymmetrischen Blüten besitzen einen Durchmesser von bis zu 6 mm. Die sechs haltbaren, weiß-grünen Blütenhüllblätter sind mit einer Länge von 3 bis 4 mm länglich und an ihrer Basis kurz röhrig verwachsen und außen spärlich sowie innen dicht flaumig behaart. Die verkehrt-konische Blütenröhre ist weniger als 2 mm lang. Die freien Bereiche der Blütenhüllblätter sind mit einer Länge von etwa 4 mm und einer Breite von etwa 1,5 mm verkehrt-eiförmig-länglich mit stumpfen Ende. In drei Kreisen stehen je drei fertile Staubblätter; sie sind nur wenig kürzer als die Blütenhüllblätter. Die grau zottig behaarten Staubfäden besitzen auf etwa Eindrittel ihrer Höhe kleine Drüsen. Die Staubbeutel sind oval. Es ist ein Kreis mit drei spießförmigen, zottig behaarten Staminodien vorhanden, die 1,7 mm lang sind. Der mit einer Länge von etwa 1,2 mm eiförmige Fruchtknoten ist zottig behaart. Der dickliche Stempel ist gleich oder bis zu dreimal so lang wie der Fruchtknoten und endet in einer kleinen, unauffälligen, schildförmigen Narbe.

### Frucht
Die Steinfrucht ist mit einer Länge von 10 bis 14 mm und einem Durchmesser von bis zu 11 mm schlank, verkehrt-eiförmig oder ellipsoid mit einem spitzen Ende. Die Früchte reifen zwischen Juni und Juli. Der fleischige Fruchtbecher ist bei einer Höhe von bis zu 5 mm und am Rand mit einem Durchmesser von 7 mm verkehrt-konisch. Sein basaler Bereich geht in den 8 mm langen verkehrt-konischen Fruchtstiel über.

### Chromosomenzahl
Die Chromosomenzahl beträgt 2n = 24.

## Vorkommen
Cinnamomum tamala gedeiht in tropischen und subtropischen Gebieten des Himalaya vom Indus bis Bhutan in Höhenlagen zwischen 300 und 2400 m. Die Heimatgebiete liegen in Nepal, Bhutan, Sikkim, im westlichen Yunnan sowie den Khasi- und Jaintia-Bergen und im östlichen Bengalen in Indien.

## Trivialnamen in einigen Sprachen
Hindi: तेज पत्ता, तेजपत, tejapattā, Tej-patta, Tejpat; bengalisch: tamala, tejpata; Gujarati: tamalapatra, tejpat; Tamil: தாளிசபத்திரி, இலவங்கபத்திரி, பட்டை, Talishapattiri, Ilavangapattiri, Pattai; Maithili: पत्रक, Patrak; Marathi: तमाल पत्र, Tamal patra; Urdu: تیز پات, Tez pat; altgriechisch: Μαλαβάθρον, Malabathron; lateinisch: Malabathrum, Malabatrum; englisch: Indian cassia lignea (von lateinisch cassia lignea); französisch: Laurier des Indes.

## Systematik
Die Erstbeschreibung dieser Art erfolgte 1822 unter dem Namen Laurus tamala durch Francis Buchanan-Hamilton in Transactions of the Linnean Society of London. 13(2), S. 555–558. Das Artepitheton tamala leitet sich vom bengalischen Trivialnamen ab. Der gültige Artname wurde 1831 in Theodor Friedrich Ludwig Nees von Esenbeck und Carl Heinrich Ebermaier: Handb. Med.-Pharm. Bot. 2, S. 426 veröffentlicht. Synonyme für Cinnamomum tamala (Buch.-Ham.) T.Nees & C.H.Eberm. sind: Laurus cassia Nees & T.Nees, Laurus sailyana Ham., Laurus soncaurium Ham.

## Nutzung
Zum Würzen werden die Blätter verwendet. Indische Lorbeerblätter werden in der nordindischen Küche als Gewürz verwendet. Dort würzt ihr zimtähnlicher Duft geschmortes Fleisch und Reis. Die Rinde wird als Gewürz wie der echte Zimt (Cinnamomum verum) verwendet und wird gewöhnlich der Rinde dieser Spezies zur Streckung, Verfälschung hinzugefügt.
Von der Antike bis zum Mittelalter waren die (schmalen) Blätter von Cinnamomum tamala (ebenso wie die von der breiblättrigen eukalyptusähnlichen Art Cinnamomum iners) allerdings auch in Europa unter dem lateinischen Namen „Malabathrum“ (wie dessen Blatt Folium indum bezogen auf eine indische Lauracee) bekannt; in Rezepten mit den „Folia malabarica seu Malabathri“ steht oft auch nur folia ("Blätter"). 
In traditionellen Grutbieren wurden und werden Blätter des Indischen Lorbeers verwendet.
In modernen Ausgaben von Rezepten aus diesen Epochen werden sie meist kommentarlos durch die Blätter des südeuropäischen Echten Lorbeers ersetzt, die jedoch anders schmecken.
Für den Fall, dass malabatrum (das Paradiesblatt) nicht verfügbar ist, wurden in der pharmazeutischen Literatur des Mittelalters (so im Circa instans) als Ersatzmittel die Blätter vom Gewürznelkenbaum und Indische Narde angegeben.
Das indische Lorbeerblatt wird gelegentlich mit dem „Salamblatt“ verwechselt, dabei handelt es sich jedoch um das Indonesische Lorbeerblatt (Eugenia polyantha), das anders und viel schwächer schmeckt.